# Merck Records
Merck Records (2000–2007) a fost o casă de discuri stabilită în Miami, administrată de Gabe Koch, ce lansa lucrări predominant din muzica electronică.

## Artiști

### Merck Records
- 40 Winks
- Adam Johnson
- Anders Ilar
- Aphilas
- Blamstrain
- Deceptikon
- Deru
- Esem
- Frank & Bill
- Helios
- Ilkae
- Kettel
- Kristuit Salu vs. Morris Nightingale (aka Jimmy Edgar)
- Lackluster
- Landau
- Lateduster
- Machinedrum
- Malcom Kipe
- md
- Mr. Projectile
- Quench
- Proem
- Proswell
- Royal Foxbridge
- Secede
- Semiomime
- Sense
- Syndrone
- Tiki Obmar
- Tim Koch
- Temp Sound Solutions
- Travis Stewart
- Tycho

### Narita Records
- Anders Ilar
- Arctic Hospital
- Benjamin May
- Blamstrain
- Brothomstates
- Yard